# Télémagino
Télémagino dawniej Disney Junior – francuskojęzyczna stacja telewizyjna dla dzieci nadająca w Kanadzie, zaliczona do usług kategorii B. Jej właścicielem jest DHX Media. Disney Junior to telewizja bez reklam przeznaczona dla dzieci w wieku przedszkolnym. W 2013 roku, wraz z anglojęzyczną wersją stacji, była dostępna w ok. 4 milionach gospodarstw domowych na terenie Kanady.

## Historia
Kanał został uruchomiony w 2006 roku jako Vrak Junior jako siostrzany kanał stacji telewizyjnej Vrak.TV należącej do Astral, z tym że Vrak Junior był skierowany do młodszych widzów niż Vrak.TV. Stacja została uruchomiona 5 lipca 2010 roku jako Playhouse Disney Télé. 6 maja 2011 roku nazwa stacji została zmieniona na Disney Junior.
Kanadyjska anglojęzyczna wersja Disney Junior została uruchomiona 30 listopada 2007 roku przez Astral (wtedy pod nazwą Playhouse Disney Channel) jako jedna ze stacji multipleksu Family. Nazwa stacji została zmieniona na Disney Junior w tym samym dniu co jej francuskojęzyczny odpowiednik.
22 grudnia 2011 roku stacja została dodana do oferty programowej kanadyjskiej sieci telewizyjnej Cogeco.
23 maja 2013 roku uruchomiona została wersja HD stacji.
31 lipca 2014 roku kanały Disney Junior, Disney XD, Family Channel, MusiMax i MusiquePlus zostały sprzedane firmie DHX Media za 170 mln dolarów.
16 kwietnia 2015 roku ogłoszono, że firma Corus Entertainment nabyła prawa do kanadyjskich wersji stacji telewizyjnych Disney Channel, Disney XD oraz Disney Junior oraz że zostaną przeniesione do nowych sieci należących do tejże firmy. W rezultacie w listopadzie 2015 roku nazwa stacji Disney Junior zostanie zmieniona na Télémagino.

## Dostępność stacji w kanadyjskich sieciach telewizyjnych

### Telewizja satelitarna
- Bell TV – kanał 189

### Telewizja kablowa
- Cablevision – kanał 373
- CCAP – kanał 46
- Cogeco Quebec – kanał 89
- Vidéotron – kanał 46

### IPTV
- Bell Fibe TV – kanał 189
- Telus TV – kanał 25